# Numérologie
 (août 2014).
Si vous disposez d'ouvrages ou d'articles de référence ou si vous connaissez des sites web de qualité traitant du thème abordé ici, merci de compléter l'article en donnant les références utiles à sa vérifiabilité et en les liant à la section « Notes et références ».

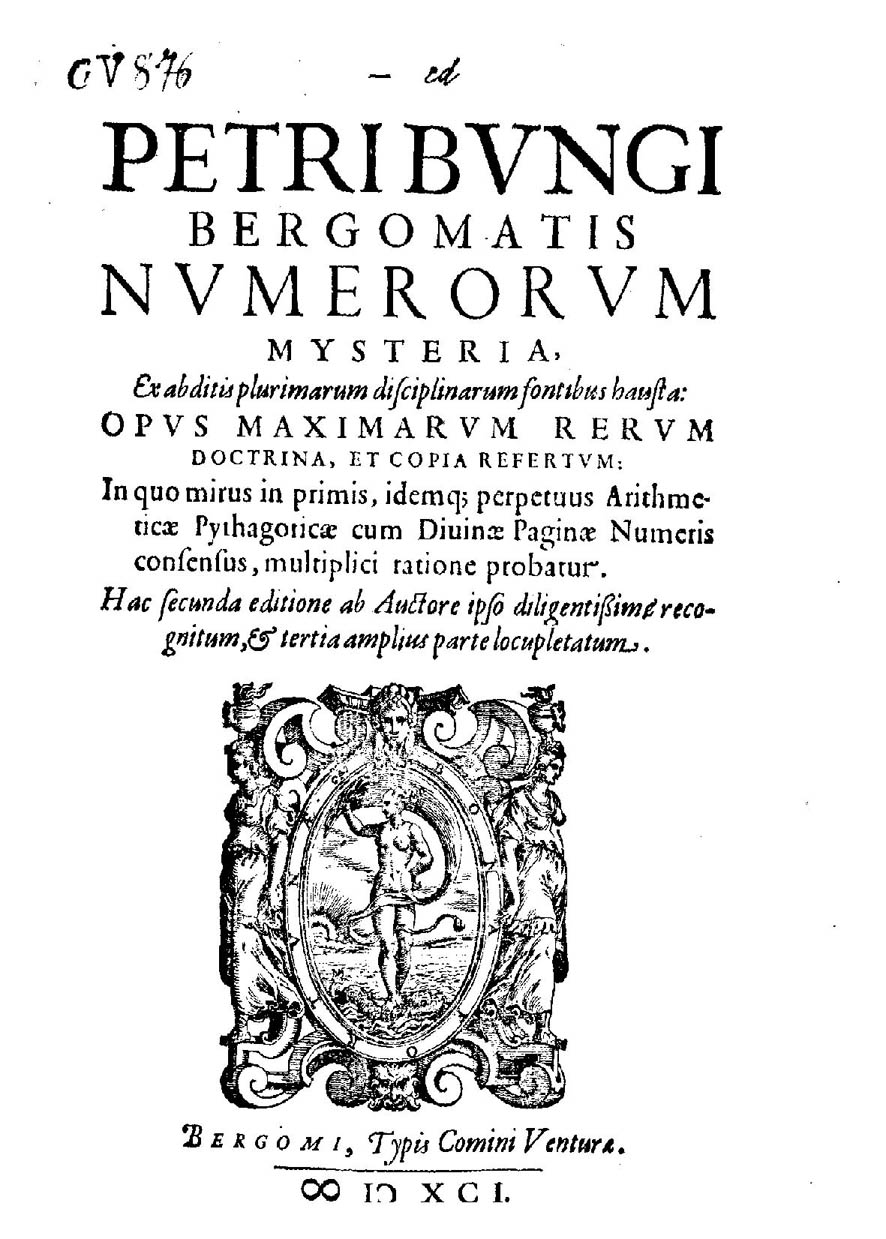
Pietro Bongo, Numerorum mysteria, 1591

La numérologie est une pseudo-science fondée sur l'attribution de propriétés à des nombres, propriétés variables selon le contexte (dépendant par exemple de la source alphabétique d'un mot, latin, grec, copte, arabe, hébreu, etc.).

## Histoire
L'une des origines de la numérologie serait la guématria, une technique herméneutique fondée sur la numération hébraïque. Une autre serait l'arithmancie pythagoricienne.
Sarah Joanna Dennis (en) (1847-1929, ép. L. Dow Balliett) est considérée comme la fondatrice de la numérologie moderne occidentale.
En 1905, elle publie sous son nom marital un opuscule sur la théorie des vibrations fondée sur l'interprétation chiffrée du nom et la date de naissance, How to attain success through the strength of vibration : a system of numbers as taught by pythagoras. En 1908, elle développe cette idée dans un second ouvrage plus complet, The Philosophy of numbers; their tone and colors.
Inspirée par l'harmonie des contraires de Pythagore, Sarah Dow Balliett voit le monde comme un ensemble de vibrations s'exprimant par des noms et des nombres. En accordant une valeur numérique à chaque lettre, elle procède par isopséphies (somme des valeurs accordées à chaque lettre dans un mot) et attribue des qualités propres à chaque nombre.
Par exemple, les personnes dont l'isopséphie du nom dans son système est 4, « ne croient pas à l'inspiration et dépendent entièrement de leur intellect », ou bien : « L'état de l'Alabama vibre du nombre 4. Il manque à cet état un principe matériel. C'est la parenté individuelle plutôt que la fraternité qui domine ».
Le terme isopséphie signifie originellement « égalité des votes », du grec isos (égal) et psêphis (caillou, vote). Le but de l'isopséphie est donc d'identifier des mots de valeur numérique équivalente.
Lors de ses conférences à la New Thought Church and School, fondée en 1905 à Boston, dans le Massachusetts, elle se lie d'amitié avec sa fondatrice, le Dr Julia Seton Sears (1862-1950).
Le terme de numérologie, un mot hybride composé du latin numerus et du grec logia désignant l'étude de la signification occulte des nombres, aurait été forgé par Julia Seton Sears pour moderniser le terme de Science des noms et des nombres.
Il apparaît dans le titre d'un ouvrage américain publié en 1914 : Roy Page Walton, Names, Dates, and Numbers, a system of numerology.

## Principe
Chaque lettre est représentée par une valeur numérique, indiquant ce que les numérologues appellent sa fréquence vibratoire. Dans l'alphabet francophone, il y a donc 26 lettres auxquelles on peut donner une valeur.
On distingue deux grandes catégories de numérologies :
- Numérologies primaires ou traditionnelles : 
  - la plus commune, traditionnelle occidentale latine : la numérologie à neuf chiffres ou arithmancie.
  - la numérologie à 22 nombres découle de l'attribution numérale des séphiroth (chemin de la Kabbale).

## Critique
Le scepticisme scientifique porte à ne pas accorder de crédit à un art qui prétend prédire l'avenir. Jamais cette approche n'a pu démontrer sa validité.
Les critiques de la numérologie découlent de ces postulats :
- l'immense majorité des alphabets n'utilise pas 26 lettres ;
- la numérologie suppose que le lecteur travaille en base décimale alors que d'autres systèmes de numérotation sont possibles (bases 2, 8, 12, 16, 26, 60, ou tout autre nombre entier positif).

En effet à l'heure actuelle, pour être scientifique, un résultat doit être reproductible indépendamment de la mesure, de la base utilisée...
De plus, la notion de « fréquence vibratoire » n'est pas définie scientifiquement.
La fascination pour les nombres et pour la recherche de liens entre différentes grandeurs d'un monument peut relever de ce que les psychiatres qualifient de délire apophénique.

## Applications

### Numérologie à9 nombres
Les calculs en numérologie sont basés sur le principe de la réduction théosophique. On remplace chaque lettre du mot ou de la phrase voulue, par un nombre. Pour cela, on utilise un tableau (tableau des neuf nombres ou alphabet de Tripoli). On additionne ensuite les nombres pour obtenir un total. Si celui-ci est supérieur à 9, on additionne les chiffres qui le composent et on répète l'opération jusqu'à obtenir un nombre entre 1 et 9 (exemple : 23 → 2 + 3 = 5).
D'autre part, la numérologie fonctionne sur la base de l'alphabet, elle met en évidence l'importance de l'utilisation des lettres en collaboration avec les nombres.
| 1 | 2 | 3 | 4 | 5 | 6 | 7 | 8 | 9 |
| - | - | - | - | - | - | - | - | - |
| A | B | C | D | E | F | G | H | I |
| J | K | L | M | N | O | P | Q | R |
| S | T | U | V | W | X | Y | Z |   |

- Le nom complet, prénom(s) et nom de famille, réduit à un chiffre de 1 à 9, définit le nombre d’expression qui représente le caractère d'une personne.
- Le (ou les) prénom(s) donne(nt) le nombre actif qui serait le signe de l'évolution personnelle.
- Le nom fournit le nombre héréditaire.
- Les consonnes du nom complet forment le nombre de réalisation.
- Les voyelles du nom complet forment l'élan spirituel ou nombre d'aspiration, il est ce que désire l'âme, le nombre intime.
- L'initiale du prénom est une des bases fondamentales de la personnalité, elle est appelée, la pierre angulaire.
- La date de naissance permet d’accéder au chemin de vie révélant la destinée d'une personne.
- Le(s) nombre(s) manquant(s) est le nombre qui n'est pas représenté dans le nombre d'expression, celui qui n'est pas donné d'emblée et qu'il faudra acquérir par l'apprentissage et l'expérience de la vie.
- En additionnant le nombre d'expression et le chemin de vie, on obtient le nombre unique ou nombre de vie.

Variante : En numérologie récursive, on écrit la somme première en toutes lettres, puis on réduit les mots obtenus (exemple : David → 4 + 1 + 4 + 9 + 4 = 22 → vingt-deux 
Autres détails sur la page arithmancie.